# B股 (中國)
B种股票（法定名称：境内上市外资股，发行时称人民币特种股票，简称B股），是一种在中国大陆注册上市的特种股票，以人民币标明面值，但只能以外币认购和交易。上海B股以美元結算，深圳B股則以港元結算。1991年，上海真空电子器件股份有限公司向合格投资者发行“真空B股”——面值100元人民币的100万股特种股票，并于次年2月上交所上市，成为中国第一支B股。
B股不是实物股票，采用无纸化电子记帐，实行“T+3”交割制度，有涨跌幅限制（10%），参与投资者来自中国大陆境外。2001年2月起，持有合法外汇存款的中国大陆居民也可投资。